# Стад де Костьере
«Стад де Костьере» (фр. Stade des Costières) — футбольный стадион в Ниме, построенный в 1989 году и торжественно открытый 15 февраля. Это домашняя арена футбольного клуба «Ним».

## История
Стадион был торжественно открыт в феврале 1989 года мэром Нима Жаном Буске. Ранее существовавший стадион «Жан Буэна» устарел и назрела необходимость новой футбольной арены. Дизайн разработан архитекторами Марком Чаусом и Витторио Греготти. Греготти также отвечал за ремонт стадиона «Луиджи Феррарис» в Генуе. Внутри арены есть площадки для баскетбола, фитнеса, фехтования и боевых искусств. Название стадиона восходит к Костьере — винодельческому региону Франции.
15 февраля 1989 года на арене состоялся международный футбольный матч между Францией и Нидерландами. Первая игра футбольного клуба «Олимпик Ним» состоялась 4 марта 1989 года против ФК «Монсо Бургонь». Это была игра второго дивизиона и её посетили 3647 зрителей. Рекорд по посетителям пришелся на сезон 1991/92 годов, когда в первом дивизионе «Олимпик Ним» сыграл против «Олимпика Марсель». Эту игр воочию увидели 25 051 зрителей. В начале 1990-х годов в результате некоторых ремонтных работ общая вместимость арены составила 29 497 мест. В настоящее время, учитывая современные правила безопасности, стадион готов вместить 18 364 зрителей.
С момента своего создания газон стадиона был окружён четырьмя трибунами, которые не соединены между собой; невозможно обойти стадион с трибун. Северная трибуна, одна из двух крытых, является сердцем стадиона, в ней находятся президентская трибуна, ложи, офисы и телевизионные студии. Игровое поле составляет примерно 105 метров в длину и 68 метров в ширину, с несколькими метрами пространства по обе стороны от поля. Газон без подогрева.
В сезоне 2004/05 годов ФК «Истр» сыграл несколько игр в Ниме. «Бастия» должна была сыграть свои последние две игры сезона 2005/06 годов на нейтральном поле, также сделала это на «Стад де Костьер» .

## Новая история стадиона
В настоящее время, футбольный клуб из Нима планирует возвести новый стадион, который должен быть готов к эксплуатации к 2025 году. Клуб приобрёл в собственность Стад де Костьер за восемь миллионов евро, чтобы снести его и выстроить новый стадион. Объект был открыт только в 1989 году, но уже не отвечает требованиям современного футбольного стадиона. Снос старого стадиона планируется начать в конце 2022 — начале 2023 года. Во время строительства новой футбольной арены футбольный клуб Ним будет играть на временном стадионе на 10 000 мест. Новостройка предполагается будет на 15 000 зрителей, с магазинами и гостиницей. Общие затраты оцениваются в 230 миллионов евро. Финансирование обеспечивает французско-ливанский бизнесмен Рани Ассаф, который является президентом клуба и основным акционером. По словам Ассафа, новое здание не получит спонсорского названия.

## Галерея

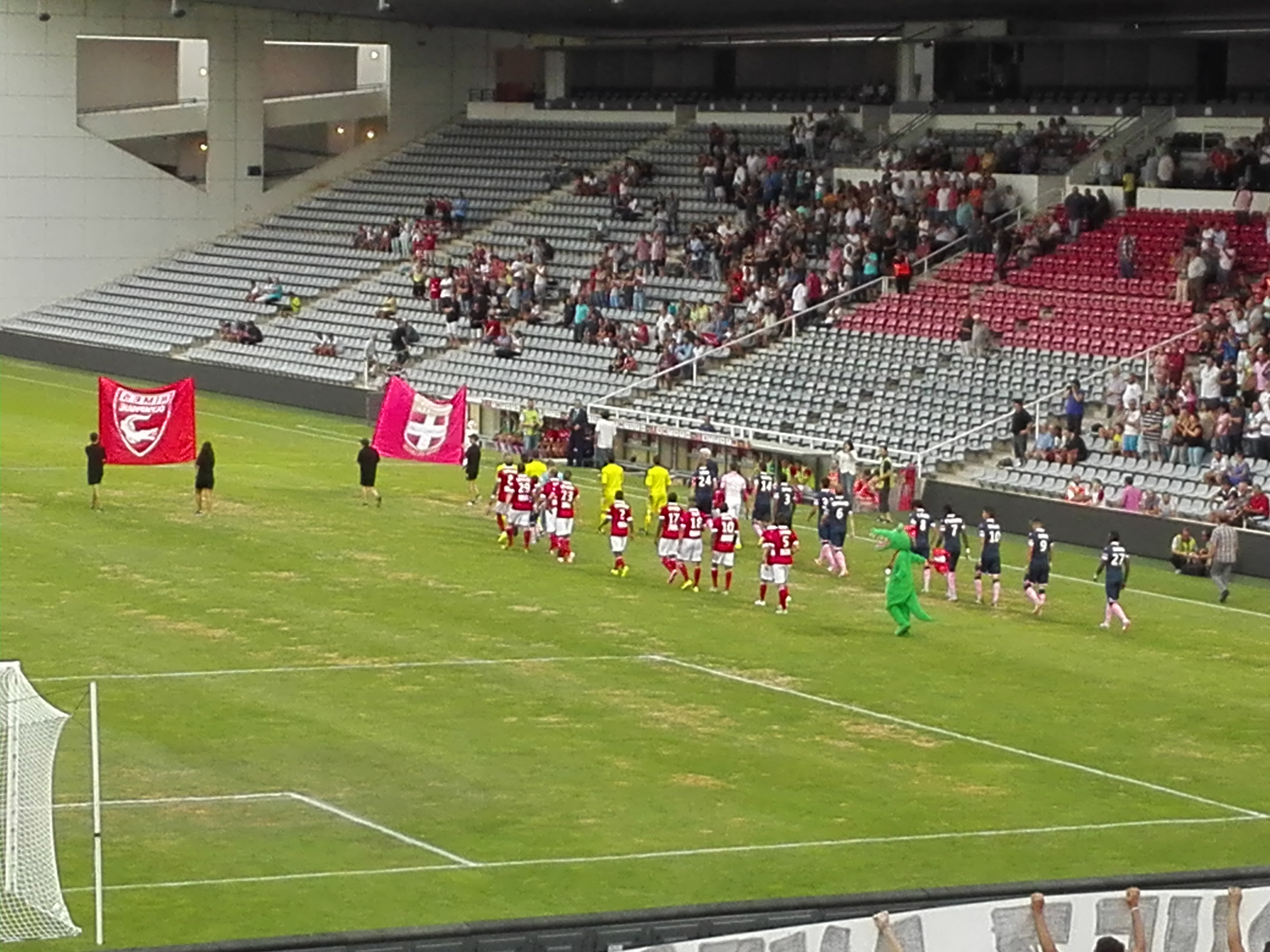
31 июля 2015 года
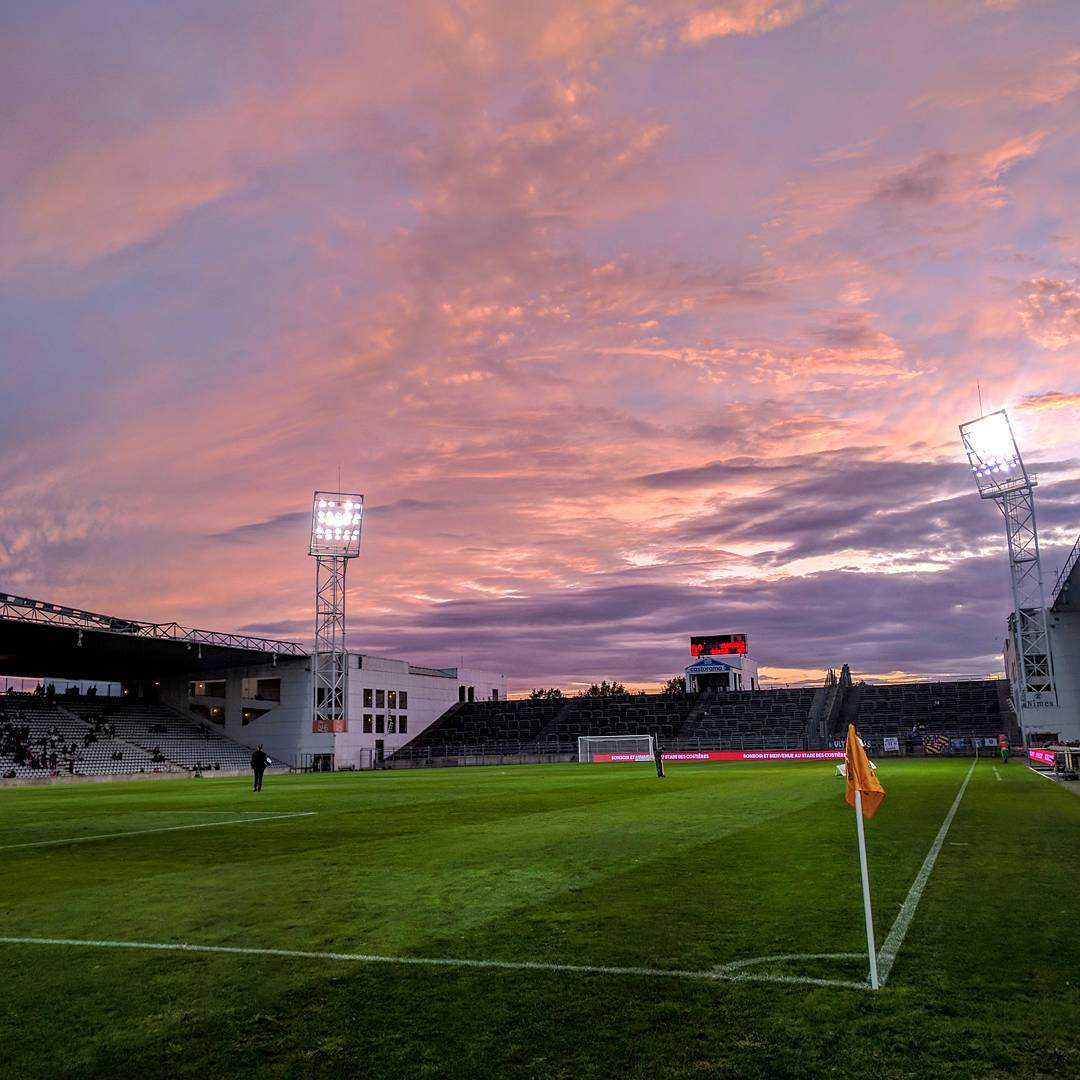
Стадион в октябре 2017